# The Silent House
Pour plus de détails, voir Fiche technique et Distribution.
The Silent House (La casa muda) est un film d'épouvante uruguayen réalisé par Gustavo Hernández, sorti en 2010.
Le film se dit inspiré de faits réels dans les années 1940 en Uruguay mais aucune preuve ou référence ne permet de vérifier cette affirmation. Œuvre dotée d’un petit budget (6 000 dollars), elle avait initialement été prévue pour une diffusion locale, mais un relatif succès au Festival de Cannes a finalement permis une adaptation en version américaine sous le titre Silent House.

## Synopsis
Laura et son père Wilson rejoignent une petite bâtisse dans la campagne pour la restaurer afin que Nestor, le propriétaire de la maison, puisse la vendre. Ils vont passer la nuit à l'intérieur pour pouvoir commencer les travaux le lendemain matin. Tout semble plutôt bien se passer jusqu'au moment où Laura entend des bruits venant de l'extérieur, puis au premier étage. Elle réveille donc son père afin qu'il aille voir ce qu'il se passe à l'étage. Laura attend alors toute seule que son père revienne.

## Fiche technique
- Titre original : La casa muda
- Titre international : The Silent House
- Réalisation : Gustavo Hernández
- Scénario : Oscar Estévez d'après une histoire de Gustavo Hernández et Gustavo Rojo
- Musique : Hernán González
- Direction artistique : Federico Capra
- Décors : Federico Capra
- Costumes : Federico Capra, Carolina Duré et Natalia Duré
- Photographie : Pedro Luque
- Montage : Gustavo Hernández
- Production : Gustavo Rojo
- Sociétés de production : Tokio Films
- Sociétés de distribution : Enec Cine (Uruguay), UFO Distribution (France)
- Pays d'origine :  Uruguay
- Langue originale : espagnol
- Format : couleurs – 1.78 : 1 – Son Dolby SRD – 35 mm
- Genre : Horreur
- Durée : 86 minutes
- Dates de sortie[1] :
  - France : 16 mai 2010 (Festival de Cannes) ; 16 mars 2011 (sortie nationale)
  - Uruguay : 4 mars 2011

## Distribution
- Florence Colucci : Laura
- Gustavo Alonso : le père de Laura
- Abel Tripaldi : Nestor
- María Salazar : la petite fille

## Production

### Scénario
Ce scénario est basé sur des faits réels survenus dans les années 1940 dans un petit village en Uruguay.

### Tournage
The Silent House a été filmé en plusieurs prises sur 4 jours mais grâce au montage, semble n'être constitué que d'une seule prise de 78 minutes, où le personnage Laura tente de quitter la maison et de découvrir le secret qu'elle renferme. C'est l'un des rares films réalisés de cette manière à être sorti au cinéma. Il est, avec Slashers (2001), l'un des premiers films d'horreurs à être fait en une prise.
Avec un budget de seulement 6 000 dollars, il a été filmé avec un appareil photographique reflex numérique Canon EOS 5D Mark II en haute définition, sur une période de quatre jours à Montevideo, dans le département de San José, en Uruguay. C'est le premier film d'Amérique Latine et le second film au monde à être réalisé avec un appareil photo professionnel.

## Accueil
L'accueil du film est mitigé. Rotten Tomatoes recueille 71 % de critiques positives tandis qu'AlloCiné recueille 1,7/5 pour les notes spectateurs.